# Фо-Мазюра
Фо-Мазюра́ (фр. Faux-Mazuras) — коммуна во Франции, находится в регионе Лимузен. Департамент коммуны — Крёз. Входит в состав кантона Бурганёф. Округ коммуны — Гере.
Код INSEE коммуны — 23078.

## Население
Население коммуны на 2010 год составляло 170 человек.
| 1962 | 1968 | 1975 | 1982 | 1990 | 1999 | 2010 |
| ---- | ---- | ---- | ---- | ---- | ---- | ---- |
| 244  | 216  | 182  | 179  | 169  | 160  | 170  |

## Экономика
В 2010 году среди 95 человек трудоспособного возраста (15—64 лет) 71 были экономически активными, 24 — неактивными (показатель активности — 74,7 %, в 1999 году было 74,0 %). Из 71 активных жителей работали 66 человек (33 мужчины и 33 женщины), безработных было 5 (3 мужчин и 2 женщины). Среди 24 неактивных 3 человека были учениками или студентами, 13 — пенсионерами, 8 были неактивными по другим причинам.